# دينيس ميلر
دينيس ميلر (بالإنجليزية: Dennis Miller)‏ (و. 1953 – م) هو ممثل هزلي، ومقدم برامج إذاعية، وممثل، ومنتج أفلام، وكاتِب، ومدون صوتي، من الولايات المتحدة الأمريكية، ولد في بيتسبرغ، بنسيلفانيا.

## أعمال بارزة
من أهم أعماله:
- ساترداي نايت لايف.
- قتل في 1600

## جوائز
حصل على جوائز منها:
- جائزة إيمي.

## وصلات خارجية
- دينيس ميلر على موقع IMDb (الإنجليزية)
- دينيس ميلر على موقع الموسوعة البريطانية (الإنجليزية)
- دينيس ميلر على موقع ألو سيني (الفرنسية)
- دينيس ميلر على موقع ميوزك برينز (الإنجليزية)
- دينيس ميلر على موقع أول موفي (الإنجليزية)
- دينيس ميلر على موقع أول موفي (الإنجليزية)
- دينيس ميلر على موقع قاعدة بيانات الأفلام السويدية (السويدية)
- دينيس ميلر على موقع إن إن دي بي (الإنجليزية)
- دينيس ميلر على موقع ديسكوغز (الإنجليزية)
- دينيس ميلر على موقع قاعدة بيانات الفيلم (الإنجليزية)